# 港畔村江氏家庙
港畔村江氏家庙，位于中国广东省揭阳市揭东区曲溪街道港畔村，为揭东区级文物保护单位，类型为古建筑，公布时间为2007年12月。
港畔村江氏家庙的历史年代为清代。